# Прапор Албанії
Держа́вний пра́пор Алба́нії.
Згідно з Конституцією, Державний прапор Республіки Албанія містить у центрі зображення двоголового чорного орла з розправленими крилами на червоному тлі відповідно до традиції нинішнього століття. Червоний колір прапора — символ крові албанських патріотів, пролитої ними під час багатовікової боротьби проти турецьких загарбників.

## Історія
У нинішньому вигляді прапор існує з 1945 року.